# Трупіал червоноголовий
Трупіа́л червоноголовий (Amblyramphus holosericeus) — вид горобцеподібних птахів родини трупіалових (Icteridae). Мешкає в Південній Америці. Це єдиний представник монотипового роду Червоноголовий трупіал (Amblyramphus).

## Опис

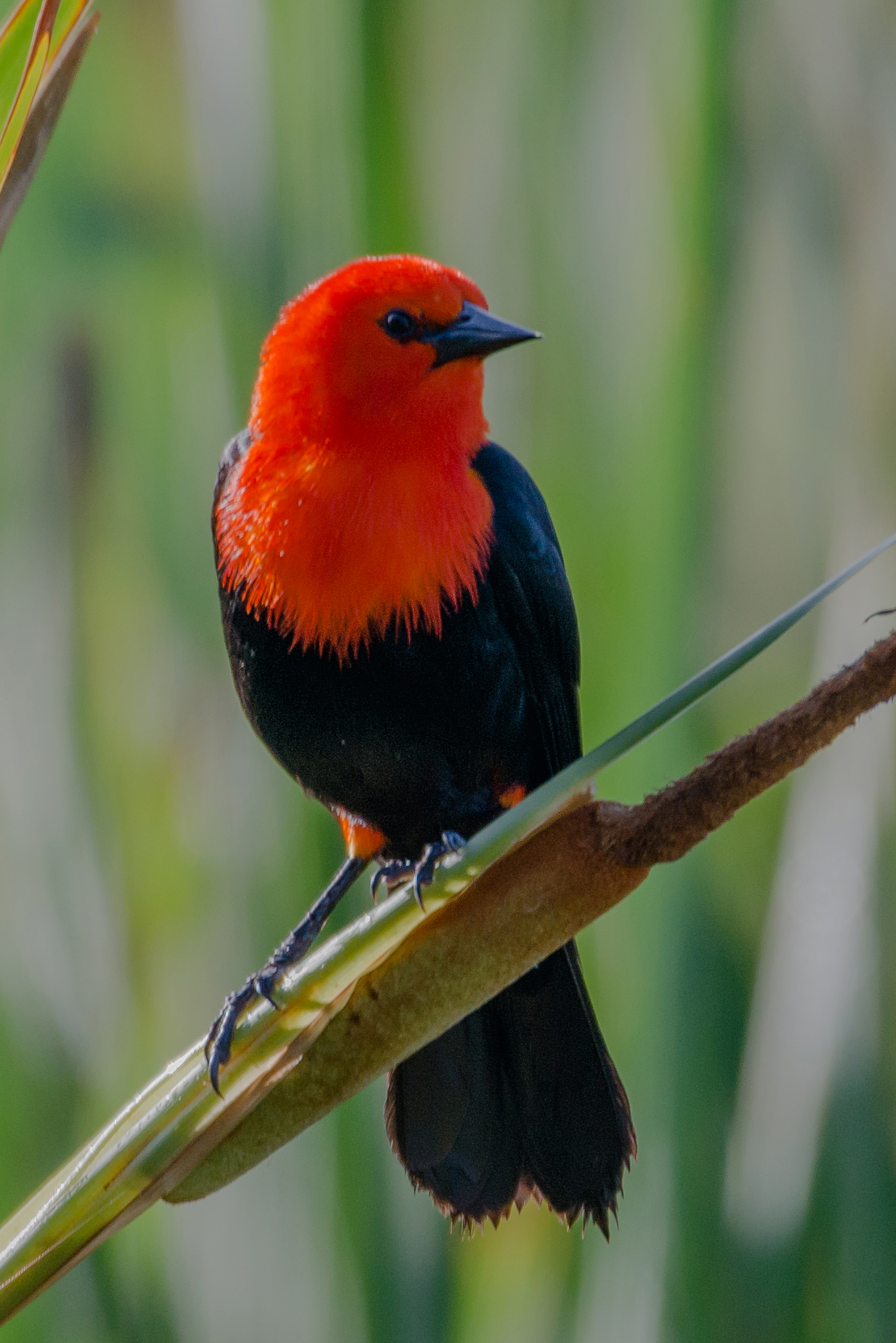
Дорослий червоноголовий трупіал

Довжина птаха становить 24 см. Молоді птахи мають повністю чорне забарвлення, однак з часом на пера на грудях і горлі у них набувають рудувато-оранжеві плями, які поступово стають більш інтенсивними і поширюються на голову, шию і стегна. Дзьоб довгий, тонкий і гострий.

## Поширення і екологія
Червоноголові касики мешкають в Болівії, південній Бразилії, північній і центральній Аргентині, Парагваї і Уругваї. Вони живуть у водно-болотних угіддях і в очеретяних заростях на берегах водойм. Зустрічаються парами, на висоті до 600 м над рівнем моря. Живляться переважно плодами, а також насінням, комахами та іншими безхребетними. Червоноголові касики є моногамними, територіальними птахами. Їхні гнізда мають чашоподібну форму, розміщується на вершинах чагарників. В кладці 2 яйця.